# Kwas muraminowy
Kwas muraminowy – organiczny związek chemiczny z grupy kwasów cukrowych, pochodna glukozaminy i kwasu mlekowego połączonych wiązaniem eterowym. Występuje naturalnie jako N-acetylowa pochodna glukozaminy, to znaczy kwas N-acetylomuraminowy, w peptydoglikanie, pełniącym wiele różnych funkcji biologicznych, na przykład komponentu łańcuchów polisacharydowych tworzących ściany komórkowe niektórych bakterii.

Analogi kwasu muraminowego
Kwas N-acetylomuraminowy
Kwas N-acetyloneuraminowy (kwas sjalowy)